# Azacualpa, Intibucá
Azacualpa är en ort i Honduras.   Den ligger i departementet Departamento de Intibucá, i den västra delen av landet, 130 km väster om huvudstaden Tegucigalpa. Azacualpa ligger 1 136 meter över havet och antalet invånare är 966.